# Gradenšak
Gradenšak este o localitate din comuna Lenart, Slovenia, cu o populație de 25 de locuitori.